# Fietsinfanterie

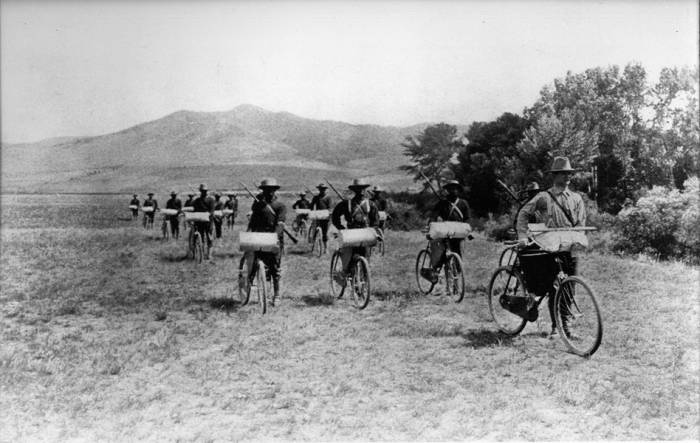
Militairen met fietsen bij Fort Missoula in 1897

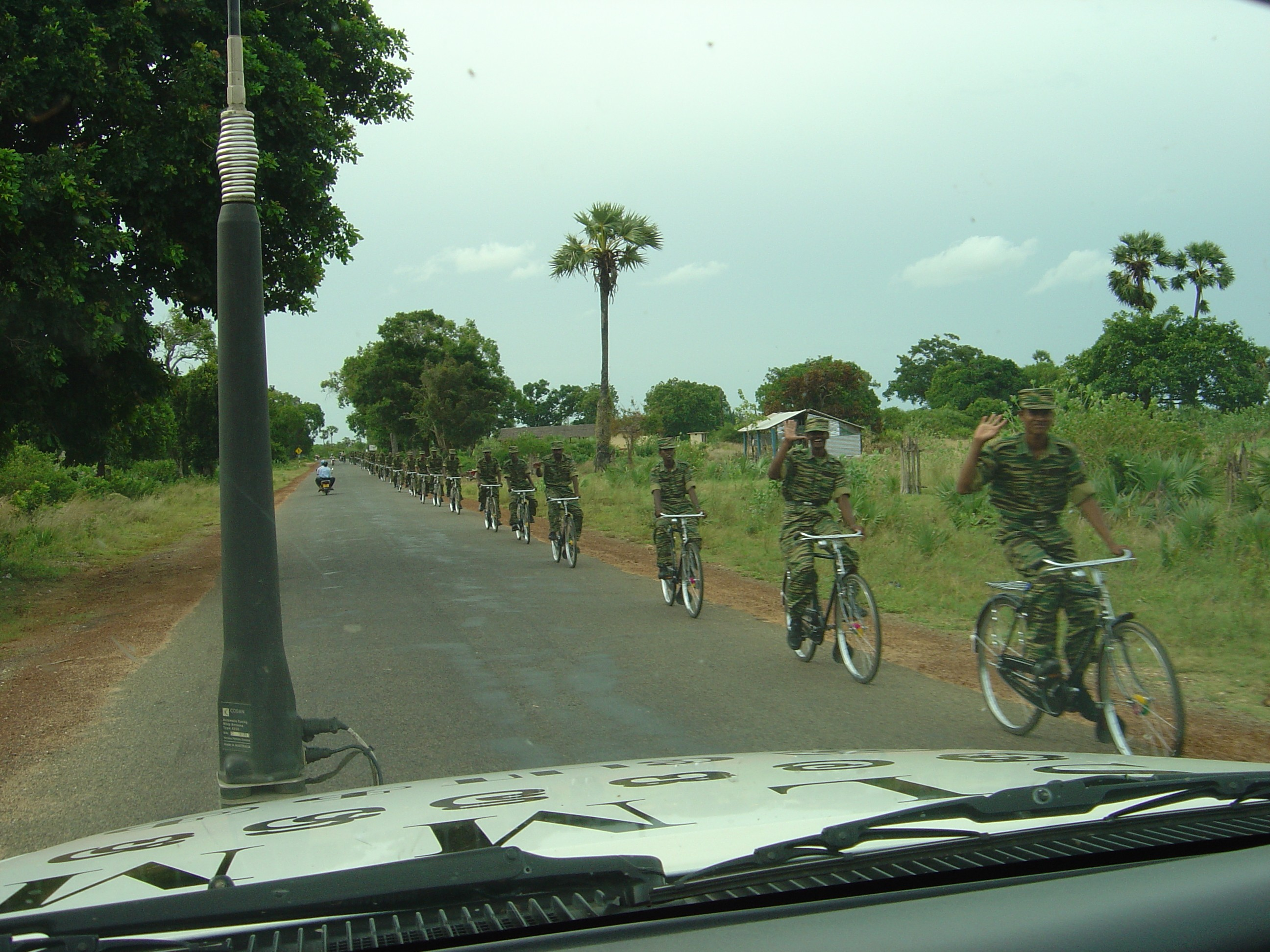
LTTE-fietsinfanterie ten noorden van Killinochi in 2004

De fietsinfanterie, of militaire wielrijders, in België ook de Cyclisten genoemd, is een militaire eenheid van soldaten die zich op het slagveld voornamelijk verplaatsen per fiets. De term dateert uit eind 19e eeuw, toen de fiets een steeds populairder vervoermiddel werd. In Nederland opereerde de fietsinfanterie tot 1945 onder de naam Regiment Wielrijders.

## Geschiedenis
Al geruime tijd sinds de uitvinding van de fiets werden er experimenten gedaan of het vervoermiddel wellicht geschikt was voor militair gebruik. Een keerpunt kwam in 1894, toen de fiets onder andere door een verbeterde pneumatiek snel aan populariteit won. Soldaten op de fiets nam bij legereenheden de plaats in van de soldaten te paard, vooral als verkenners en boodschappers. Eenheden met militaire soldaten die gebruik maakten van fietsen werden eind 19e eeuw opgericht in zowel Amerikaanse als Europese legers.
Tijdens de Tweede Boerenoorlog (zie Danie Theron) en de Eerste Wereldoorlog speelden de infanteristen per fiets een belangrijke rol als verkenner en voor medische verzorging op het slagveld. Hierna ging het snel. Tijdens de invasie in China in 1937 gebruikte het Japanse leger ongeveer 50,000 fietsers. 
In België speelde de fietsinfanterie als onderdeel van het bataljon Karabiniers een belangrijke rol in het begin van de Eerste Wereldoorlog tijdens de Slag der Zilveren Helmen.
Fietsen worden vandaag de dag nog steeds in het leger gebruikt, vooral als alternatief transportmiddel op vliegvelden vanwege de lange afstanden tussen personeelsverblijf en de startbanen. Een van de meest bekende fietsen is wellicht de BSA-foldingbike; een speciaal vouwfietsje, vaak ingezet bij luchtlandingsoperaties. Amerikanen gebruikten fietsen vooral op kazerneterreinen en vliegvelden.